# Diplomatiek paspoort

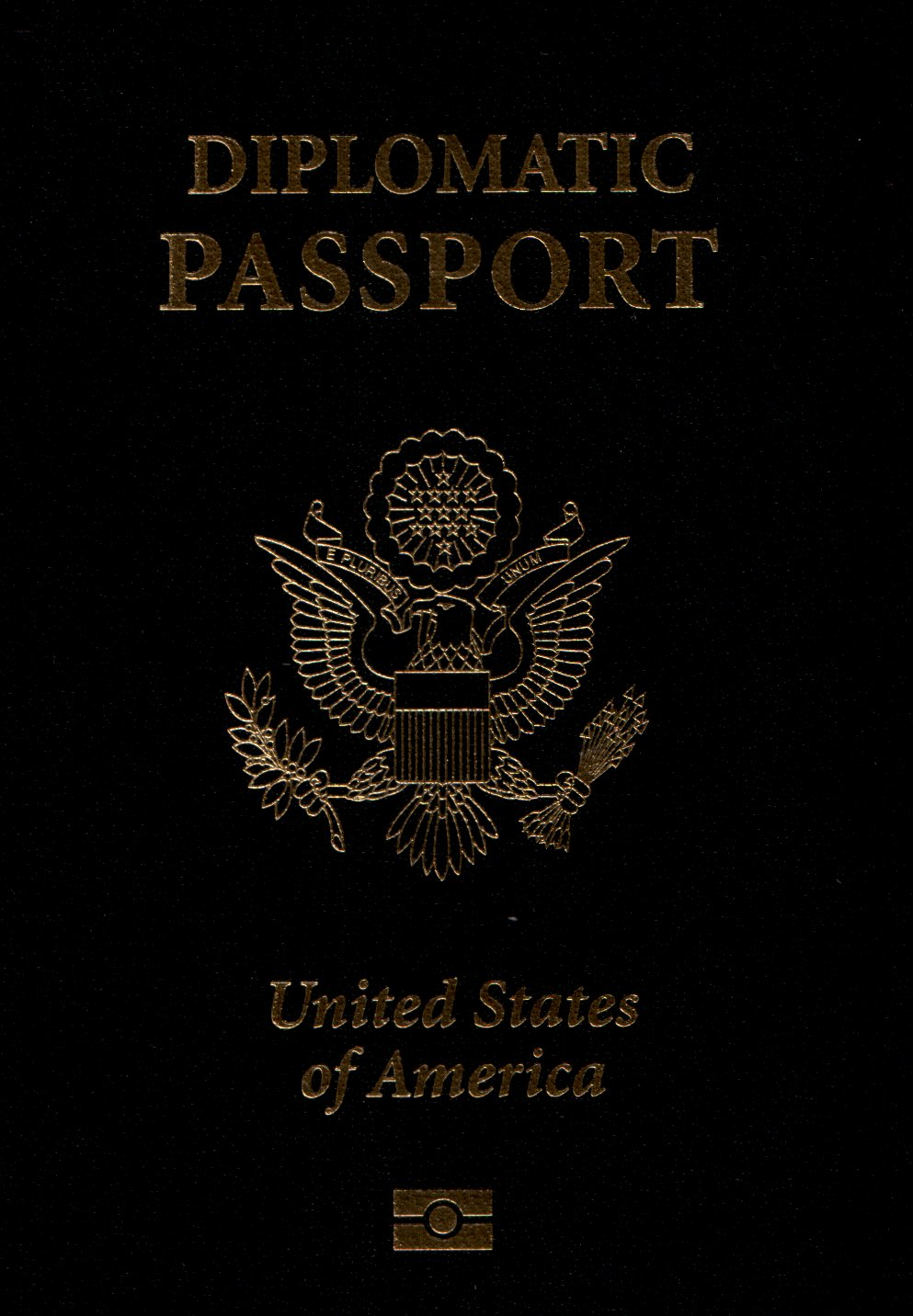
Amerikaans diplomatiek paspoort

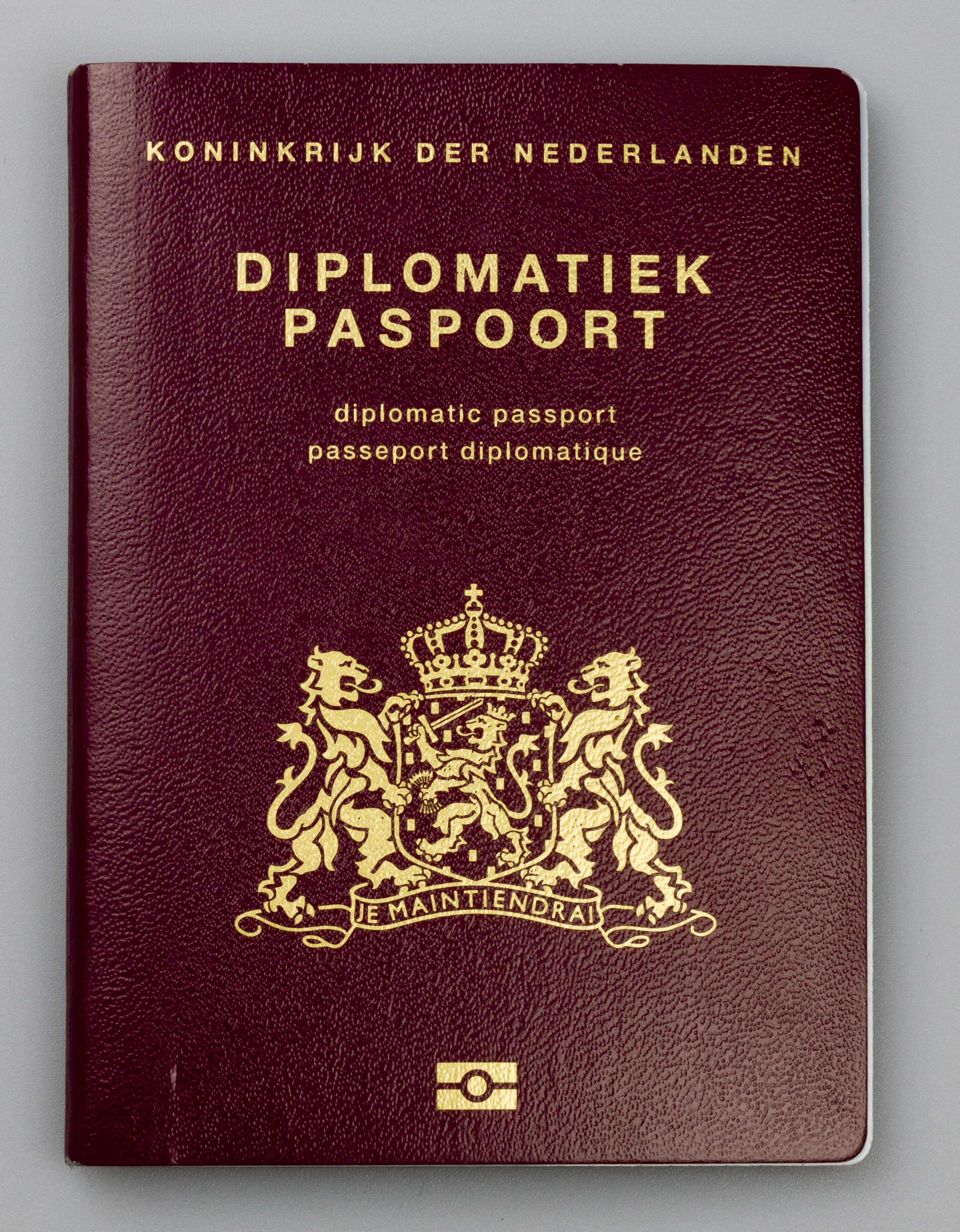
Nederlands diplomatiek paspoort

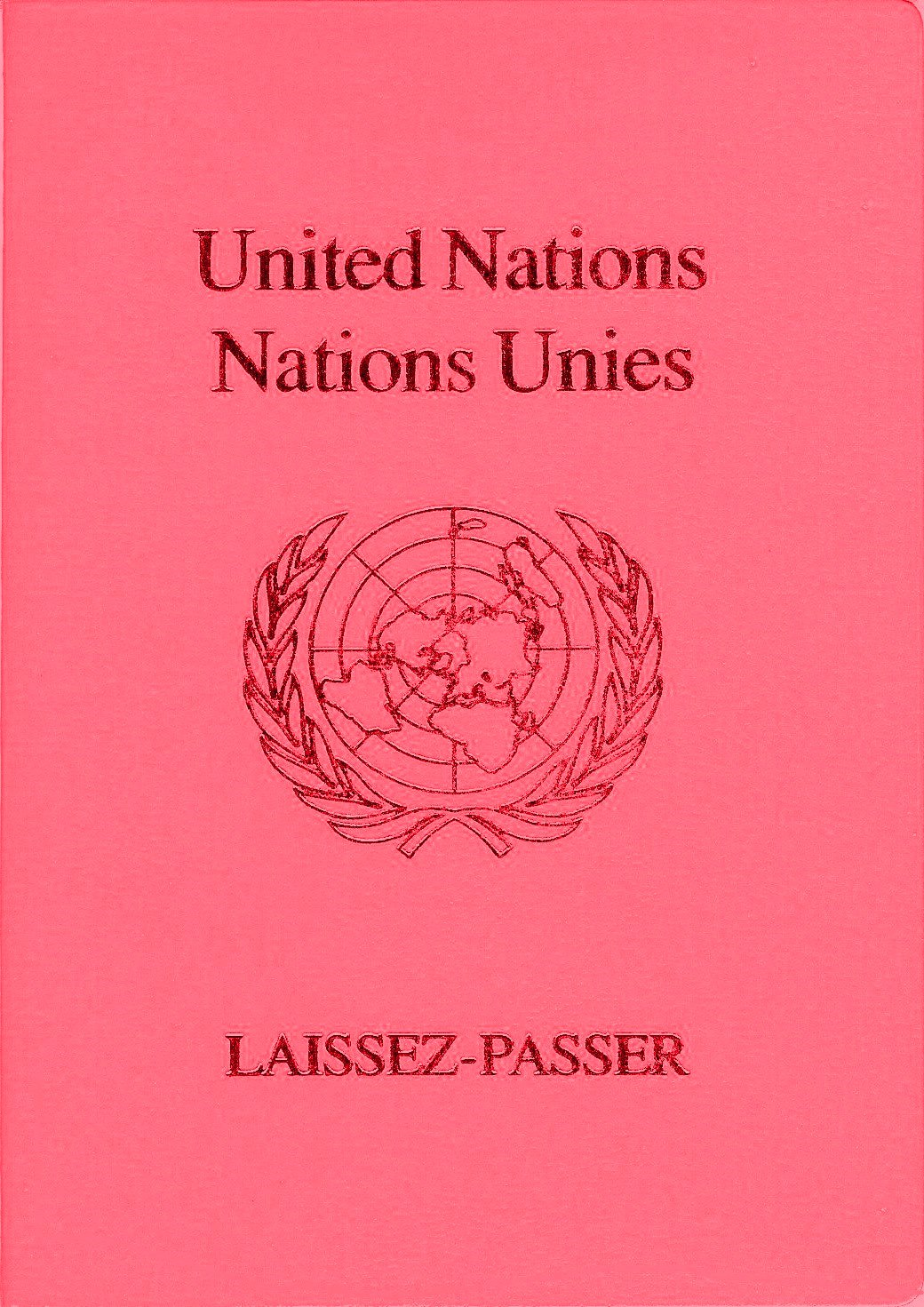
VN diplomatiek paspoort

Een diplomatiek paspoort is een paspoort dat in de eerste plaats bedoeld is voor personeel van diplomatieke missies in het buitenland, dat diplomatieke onschendbaarheid geniet op grond van het Verdrag van Wenen.
Er zijn meer mensen die met diplomatieke paspoorten mogen reizen zoals staatshoofden, bewindslieden, hoge ambtenaren, leden van gezantschappen en delegaties, hoge leden van de Orde van Malta, hoge functionarissen en kardinalen van de Heilige Stoel en functionarissen van de Verenigde Naties. Om rechtsgelijkheid te scheppen reizen ook hun partners met zo'n paspoort.

## Status en bescherming
Een diplomatiek paspoort geeft niet automatisch diplomatieke immuniteit of onschendbaarheid. Voor immuniteit van persoon, bagage of residentie is accreditatie bij een land noodzakelijk. Het bezit wordt wel ervaren als een bescherming tegen willekeur door bijvoorbeeld douaniers en politie. Men zal een drager van een diplomatiek paspoort niet snel de toegang tot een land ontzeggen.
Wie op een diplomatiek paspoort reist zal er op kunnen rekenen dat zijn aanhouding aan het plaatselijke ministerie van Buitenlandse Zaken van dat land zal worden gemeld. Dat zal contact opnemen met de betreffende ambassade. 

## Nederland
De Nederlandse Ministers van Staat en leden van het Nederlands parlement kunnen reizen op een diplomatiek paspoort. Tot 2009 mochten ook Nederlandse oud-bewindslieden van Buitenlandse Zaken, oud-premiers en oud-ambassadeurs levenslang op diplomatieke paspoorten rekenen. Dat privilege is inmiddels ingetrokken.

### Diplomatiek visum
Het Consulair Dienstencentrum (CDC) bemiddelt bij de aanvragen van visa voor alle internationale reizen naar visumplichtige landen voor de gehele Rijksoverheid, het Koninklijk Huis en de Eerste en Tweede Kamer der Staten-Generaal. Hierbij geldt dat het CDC enkel bemiddelt bij diplomatieke, officiële en service visa.